# Wolfgang Egerter
Wolfgang Egerter (* 4. Dezember 1930 in Schluckenau, Tschechoslowakei; † 8. September 2008 in Rosbach vor der Höhe) war ein deutscher Politiker (CDU), sudetendeutscher Vertriebenenfunktionär und Erwachsenenbildner. Von 1990 bis 1992 war er Staatssekretär für Bundes- und Europaangelegenheiten bei der Thüringischen Landesregierung.

## Leben

### Herkunft, Studium und Beruf
Egerter besuchte während der Zeit des Nationalsozialismus eine Nationalpolitische Erziehungsanstalt. Im Alter von vierzehn Jahren wurde er mit seiner Familie aus dem nördlichen Sudetenland vertrieben. Er ließ sich in Landshut nieder.
Egerter studierte später Geschichte, Germanistik und Geographie an der Ludwig-Maximilians-Universität München und der Johannes Gutenberg-Universität Mainz (M.A. in osteuropäischer Geschichte). Von 1961 bis 1977 war er Lehrer und Leiter der Heimvolkshochschule für junge Akademiker in Hessen. Außerdem dozierte er an der Burse in Marburg.

### Vertriebenenthematik
Egerter war bereits seit 1950 in führender Funktion in der Sudetendeutschen Jugend (SdJ) engagiert, außerdem von 1952 bis 1961 Sprecher des Arbeitskreises Sudetendeutscher Studenten (ASST). 1953 gründete er mit Tschechen und Slowaken auf einer Sudetendeutschen Hochschultagung die Arbeitsgemeinschaft der Jungen Generation für mittel- und osteuropäische Fragen. Den AAST überführte er dann in die Deutsche Gildenschaft (DG), deren Mitglied er war.
Von 1955 bis 1986 war Egerter führendes Mitglied, zuletzt stellvertretender Bundesvorsitzender des völkisch sudetendeutschen Witikobundes. 1986 trat er nach eigenen Angaben aus dem Witikobund aus, da er deren revanchistische Ansichten nicht mehr teilte.
Von 1972 bis 1988 war er erster Vorsitzender der DG. Er war zudem engagiert im Sudetendeutschen Rat, in der Sudetendeutschen Landsmannschaft (SL) und im Sudetendeutschen Sozial- und Bildungswerk (SSBW), von 1994 bis 2006 Vorsitzender des Bundesverbandes und von 2007 bis 2008 Vorsitzender der Stiftung. Weiterhin war er Mitglied der Bundesversammlung sowie 1984 des Bundesvorstandes der SL. Egerter war darüber hinaus in den 1990er Jahren Mitinitiator des Aufrufs Versöhnung 95.
2002 begründete er die Akademie Mitteleuropa in Bad Kissingen mit, der er als geschäftsführender Vorstand vorstand.

### Tätigkeit in der Politik

#### Hessen
Egerter lernte am Mitteleuropa-Kolleg den CDU-Landtagsabgeordneten Walter Wallmann kennen. Er trat der CDU Hessen bei und begründete 1970 den CDU-Stadtverband in Rosbach vor der Höhe und 1981 wurde er Kreisvorsitzender der CDU Wetterau.
Von 1977 bis 1988 war er wissenschaftlicher Mitarbeiter der CDU-Fraktion im Hessischen Landtag. 1989 wurde er als Nachfolger von Rudolf Wirtz Leiter der Verbindungsstelle zu den Kirchen und Religionsgemeinschaften im Büro des Ministerpräsidenten Walter Wallmann in der Hessischen Staatskanzlei in Wiesbaden. Dies löste heftige Proteste aus, denn Egerter wurde eine rechtsextreme Gesinnung vorgeworfen. Der Vorsitzende der Jüdischen Gemeinde, Ignatz Bubis, verhinderte die Personalie. Die Umstände der Berufung durch Staatssekretär Alexander Gauland, die sogenannte Affäre Gauland, wurden später in dem Schlüsselroman Finks Krieg von Martin Walser verarbeitet.

#### Thüringen
Egerter wurde stattdessen nach der Wende Leiter des „Hessenbüros“ im thüringischen Erfurt, um den Aufbau Ost der Thüringischen Landesregierung zu koordinieren. Er war u. a. verantwortlich für die Partnerschaft zwischen Kleinpolen und Thüringen. Von 1992 bis 2004 war er persönlicher Berater von Ministerpräsident Bernhard Vogel (CDU). Egerter vertrat in dieser Zeit Thüringen in der Föderalismuskommission. Zu den Ergebnissen seiner Arbeit gehört auch der Umzug des Bundesarbeitsgerichts (BAG) von Kassel nach Erfurt. Ferner knüpfte er für die Konrad-Adenauer-Stiftung und die Robert-Bosch-Stiftung Kontakte nach Mittel- und Osteuropa.

## Familie
Egerter war römisch-katholischen Glaubens. Er war ab 1964 verheiratet und Vater von zwei Kindern.

## Auszeichnungen
- 1987: Bundesverdienstkreuz am Bande
- 2000: Bundesverdienstkreuz 1. Klasse
- 2002: Offizierskreuz des Verdienstordens der Republik Polen